# 圣母升天 (卡拉奇，罗马)
《圣母升天》（義大利語：L'Assunzione della Vergine）是安尼巴莱·卡拉奇 的一幅祭坛画，位于罗马人民圣母圣殿内著名的切拉西小堂内正面。画作创作于 1600-1601 年。 小堂两侧的墙上是卡拉瓦乔 的两幅著名画作：《圣保禄的归化》和《伯多禄被倒钉十字架上》，而使得这幅艺术品有些黯然失色。

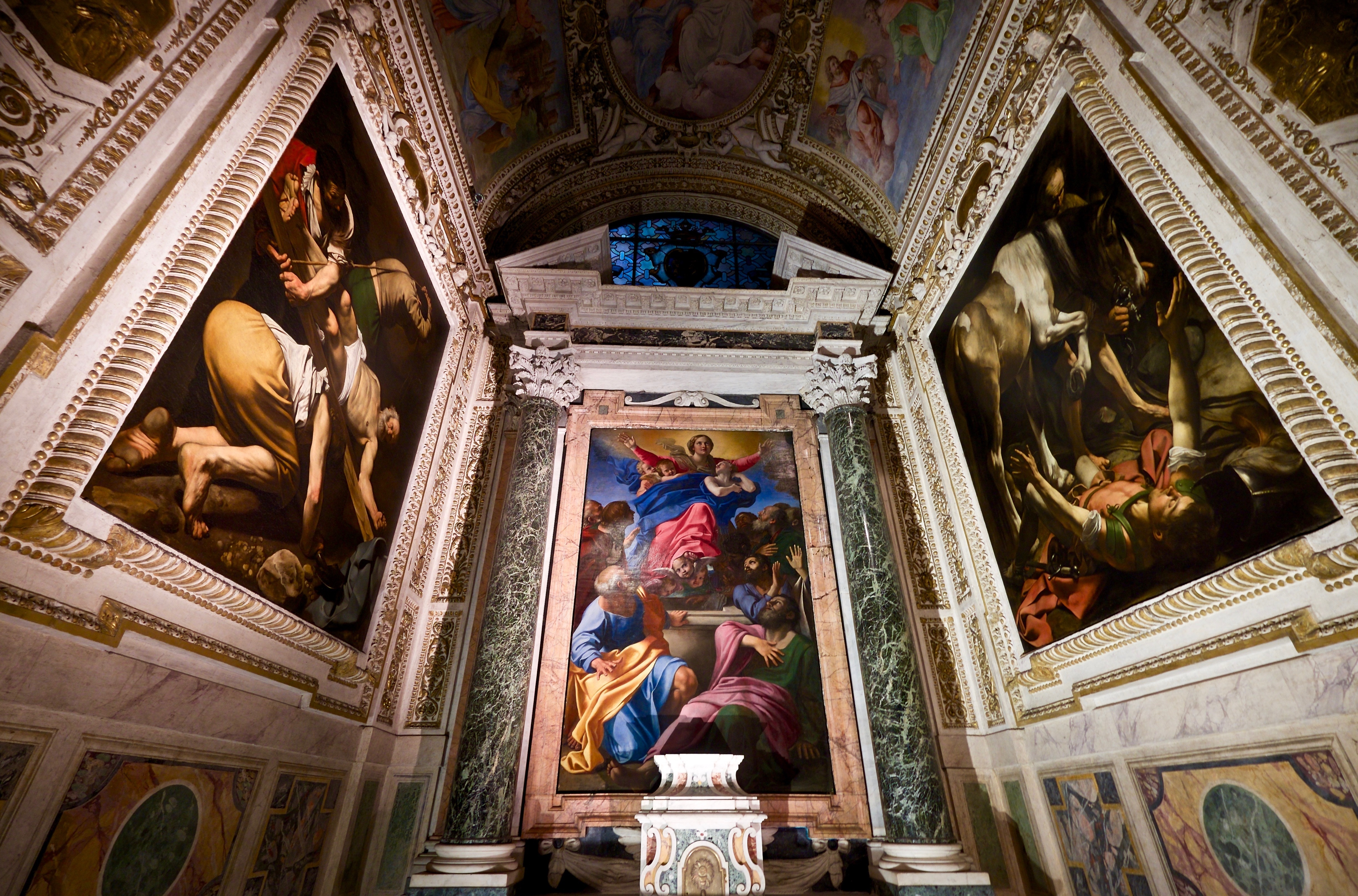
切拉西小堂内正面